# Rhepoxynius barnardi
Rhepoxynius barnardi är en kräftdjursart som beskrevs av Jarrett och Edward Lloyd Bousfield 1994. Rhepoxynius barnardi ingår i släktet Rhepoxynius och familjen Phoxocephalidae. Inga underarter finns listade i Catalogue of Life.